# 루치아

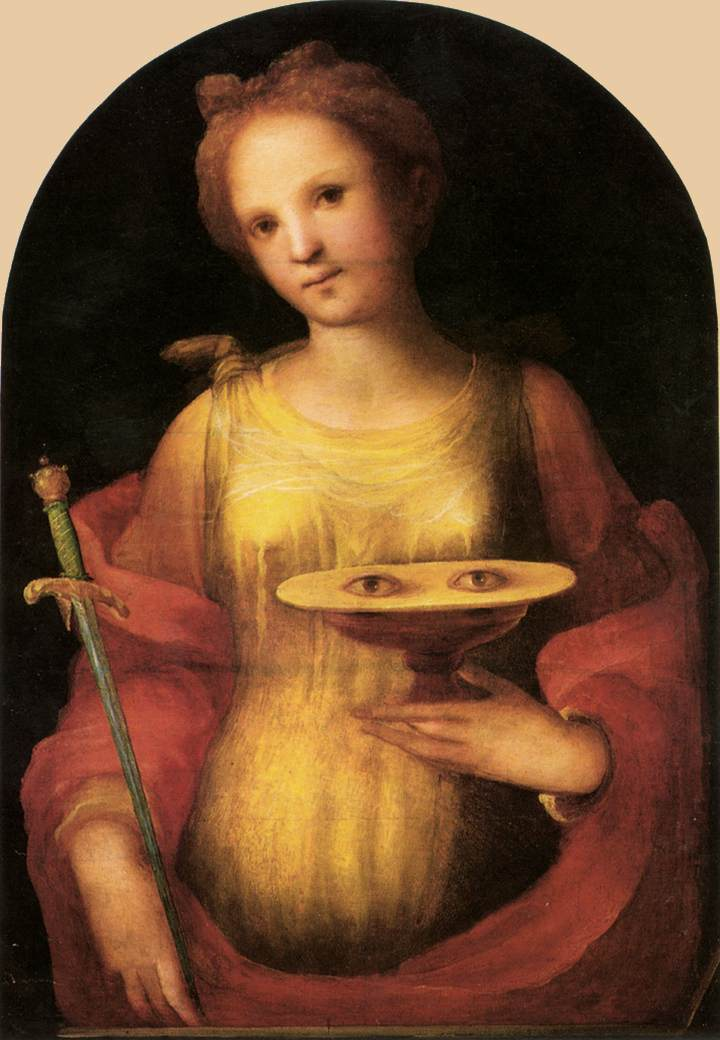
《성녀 루치아》, 도메니코 베카푸미, 1521년

루치아(라틴어: Lucia 루키아[*], 283년~304년)는 로마 제국 시대에 순교한 그리스도인 동정녀 가운데 한 사람이다. 순교 연대는 로마 황제 디오클레티아누스의 기독교 박해 기간 도중이다. 그녀의 이름은 ‘광명’ 또는 ‘빛’이라는 뜻의 라틴어 'Lux'에서 유래하였다. 로마 가톨릭 교회, 동방 교회들, 성공회, 루터 교회의 성인이며, 축일은 12월 13일이다. 흔히 접시에 자신의 눈알을 들고 있는 모습으로 묘사되고 있다. 종려나무 가지나 단도를 지닌 모습도 볼 수 있다.

## 행적
루치아의 순교에 관한 전설에 따르면, 시칠리아의 시라쿠사에서 태어난 젊은 귀족 처녀인 루치아는 어릴 적부터 신심이 깊었던 부모의 영향을 받아 그녀 역시 기독교에 귀의하였다고 한다. 아버지가 일찍 죽자 어머니 에우티키아는 딸의 신변을 염려하여 어느 귀족 청년과의 혼담을 승낙하였다. 그러나 루치아는 이미 그리스도에게 동정을 바치기로 서약했다. 자신의 약혼 소식에 당황한 그녀는 차마 자신의 동정 서원을 어머니에게 알리지 못한 채 전전긍긍하였다. 그러던 어느 날 어머니가 불치병에 걸려 몸져눕고 말았다. 어머니의 병을 낫기 위한 방도를 찾아다니던 루치아는 50년 전에 순교한 성녀 아가타의 무덤에 기도하면 어떠한 병도 낫는 기적이 일어난다는 소식을 접하게 된다. 루치아는 당장 어머니를 모시고 아가타의 무덤에 참배하여 그녀의 전구를 청하였고, 얼마 후 어머니의 병세는 극적으로 호전되었다. 루치아와 그녀의 어머니는 이에 기뻐하며 하느님과 성녀 아가타에게 감사 기도를 올렸다. 이 일로 용기를 얻은 루치아는 어머니에게 자신이 동정 서원을 했다는 사실을 털어놓고 허락해 달라고 요청하였다. 이 말에 어머니는 놀랐으나 원래 신앙심이 깊었던 그녀였는지라 결국 그녀의 요청을 승낙하고 말았다. 이미 약혼한 몸이었지만 루치아는 결혼 준비로 장만한 모든 재산을 가난한 사람들에게 나누어 주고 결혼하지 않았다. 그 결과 그녀의 약혼자는 이 소식에 매우 분개하여 루치아가 그리스도인이라는 사실을 시라쿠사의 집정관 파스카시우스에게 고발해 버렸다.
루치아는 감옥에 갇혀 온갖 고문을 받으며 기독교 신앙을 버리도록 강요받았으나 끝내 신앙을 버리지 않았다. 집정관은 루치아를 매음굴로 보내 죽을 때까지 욕보이라고 명령을 내렸다. 그는 병사들에게 루치아를 끌어내라고 하였으나 성령이 그녀를 매우 무겁게 만들었기 때문에 그녀를 움직일 수 없었다. 루치아가 집정관 앞에서 한 무리의 소 떼도 자신을 움직이지 못하게 할 것이라고 말하자, 집정관은 루치아를 묶어 한 떼의 숫소를 동원하여 잡아 끌어내리려고 하였으나 역시 성령이 그녀를 무겁게 만든 뒤라 아무 소용이 없었다. 이렇게 되자 집정관은 그 주위에다 장작을 쌓고 불을 질렀다. 그러나 루치아는 그 뜨거운 불길 속에서 전혀 타지 않고 멀쩡히 서 있었다. 결국 극도로 당황해진 집정관의 명령에 따라 루치아는 형리에 의해 무참하게 목을 단도로 찔린 뒤 죽기 전 마지막으로 영성체를 받은 후에 순교하였다. 다른 이야기에 따르면 그녀의 두 눈을 도려냈다고 한다.